# Грушевская, Ольга Александровна
Ольга Александровна Грушевская (псевдоним А. Александренко, в девичестве Парфененко; 4 (16) января 1878 — 20 мая 1961) — советский украинский историк, литературовед, шевченковед, библиотекарь, букинист. Исследовательница творчества Пантелеймона Кулиша и Леонида Глебова.
Общественный деятель и жена историка Александра Грушевского, брата украинского историка Михаила Грушевского.

## Биография
Родилась в городе Шуя, Владимирская губерния, в семье военного.
Окончила исторический отдел Высших женских курсов в Киеве, где училась с 1906 года; юридическо-историко-литературные курсы в Санкт-Петербурге в 1914 году. В 1914—1917 годах слушала лекции по языкознанию в Петроградском университете и по библиотековедению при библиотеке Российской академии наук — читали Алексей Шахматов, Иван Бодуэн де Куртенэ, Владимир Перетц.
В 1917 году вернулась в Киев. В 1917—1918 годах, в эпоху УНР, была постоянным секретарём Комитета по основанию Украинского университета в Киеве, секретарём правления, делопроизводителем и казначеем.
В 1918—1920 годах работала помощником библиотекаря университета, в 1920—1925 годах — библиотекарь Киевского высшего института народного образования. В 1925—1927 годах работала постоянным внештатным сотрудником библиотеки Историко-филологического отделения ВУАН. В 1919—1927 годах — внештатный сотрудник, в 1927—1930 годах — штатный сотрудник Комиссии по составлению историко-географического словаря украинских земель при ВУАН.
Советские репрессии интеллигенции вынудили её покинуть ВУАН. С 1931 года работала библиотекарем Киевского химико-технологического института. Организовала научно-технической библиотеку Украинского института керамики и стекла. После ареста мужа Александра Грушевского — под постоянным наблюдением спецслужб СССР.
В годы войны работала в библиотеке «Цукроцентраля» (1941—1943); библиотекарем-консультантом библиотеки Академии наук УССР (1944); а также в библиотеке Цукротреста (1944).
Несмотря на постоянную угрозу ареста, Ольга Грушевская сохранила архив своего мужа и его брата Михаила Грушевского. В 1956 году, уже после его смерти, она передала эти документы в Центральный государственный архив Украины.
В своих исследованиях Ольга Грушевская анализировала состояние тогдашнего книжного движения; обработала важный фактический материал для написания истории научных библиотек Киева.
Умерла 20 мая 1961 года, похоронена в Киеве.

## Труды
- «З Петербурзьких років Шевченка» (Шевченківський збірник, 1914),
- «Оксана», «З діяльності Куліша в 1850-х роках» (Науковий збірник за рік 1924. Київ, 1925),
- Київська форпостна лінія // Історично-географічний збірник. — К., 1927. — Т. І
- «Київські суперечки з приводу шинкування» (Науковий збірник за рік 1928. Київ, 1928),
- Гетьманські універсали м. Києва // Історично-географічний збірник. — К., 1928. — Т. ІІ
- З історії кріпацтва в XVIII в. на Гетьманщині // Історично-географічний збірник. — К., 1928. — Т. ІІ
- З минулого м. Стародуба] // Історично-географічний збірник. — К., 1929. — Т. ІІІ
- Статьи «Леонід Глібов» (1919), «З діяльності Куліша в 1850-х роках» (1924).